# 芒特奧利夫 (傑佛遜縣)
芒特奧利夫（英語：Mount Olive）是一個位於美國阿拉巴馬州傑佛遜縣的非建制地區和人口普查指定地區。根據2010年美國人口普查，該地人口為4079人。

## 地理
芒特奧利夫的座標為33°41′03″N 86°52′31″W / 33.684191°N 86.875139°W，而該地最高點為海拔高度185米（即607英尺）。